# Aeroplani (singolo)
Aeroplani è un singolo di Toto Cutugno, pubblicato il 18 febbraio 2010 dall'etichetta discografica Dito.

## Il singolo
La canzone, scritta da Cutugno insieme a C. Romano e S. Iodice, è stata presentata al Festival di Sanremo 2010, venendo eliminata dal voto della giuria demoscopica durante la prima serata. Cutugno ha reinterpretato il brano duettando con Belén Rodríguez durante la terza serata, in cui sono stati ripescati due dei brani inizialmente eliminati.

## Tracce
1. Aeroplani – 4:19